# Achille Gavoglio
Achille Gavoglio (* 1892 in Genua; † unbekannt) war ein italienischer Wasserball- und Fußballspieler.

## Karriere
Gavoglio nahm mit der italienischen Nationalmannschaft und seinen Teamkollegen Tito Ambrosini, Mario Balla, Arnaldo Berruti, Mario Cazzaniga, Eugenio Dellacasa und Giuseppe Valle am olympischen Wasserballturnier 1924 in Paris teil. Die Italiener unterlagen bereits in der ersten Runde dem Team aus Schweden mit 0:7. Damit belegte die Mannschaft den geteilten zehnten Platz unter dreizehn Teilnehmern. Gavoglio spielte für den Verein SG Andrea Doria aus Genua, der zwischen 1921 und 1931 insgesamt achtmal die italienische Meisterschaft im Wasserball für sich entscheiden konnte.
Als Fußballspieler kam Gavoglio für Andrea Doria unter anderem im Laufe der Saison 1921/22 beim 6:2-Sieg über Juventus Turin zum Einsatz. Auch in den folgenden Jahren stehen Einsätze für den erstklassigen Verein zu Buche, ehe der Stürmer im Sommer 1926 seine aktive Spielerkarriere beendete.